# ترانزستور ثنائي القطب ذو البوابة المعزولة
ترانزستور ثنائي القطبية ذو بوابة معزولة (بالإنجليزية: Insulated-gate bipolar transistor)‏ و يرمز له أيضا ب(IGBT) هو مكون يعتمد أشباه الموصلات يستخدم في الكهرباء ذات الطاقة العالية كونه يحتوي على ميزات تراتزستور ثنائي القطب العادي مثل التمرير الجيد للتيار، ممانعة عالية للتيار بالاتجاه العكسي، وقوة في الأداء، ويحوي أيضا ميزات الترانزستور الحقلي الأحادي القطب.